# Banca nazionale della Repubblica Ceca
La Banca nazionale della Repubblica Ceca (in ceco Česká národní banka, ČNB) è la banca centrale della Repubblica Ceca. Pur non essendo compresa nella zona Euro fa parte del Sistema europeo delle banche centrali (SEBC). La valuta della banca è la corona ceca.